# NGC 5978
NGC 5978 is een spiraalvormig sterrenstelsel in het sterrenbeeld Weegschaal. Het hemelobject werd in 1886 ontdekt door de Amerikaanse astronoom Francis Preserved Leavenworth.

## Synoniemen
- MCG -2-40-2
- NPM1G -13.0488
- PGC 55838